# Metalurh Donetsk
Maillots
Le Futbolnyy Klub Metalurh Donetsk (en ukrainien : Футбольний клуб Металу́рг Доне́цьк), plus couramment abrégé en Metalurh Donetsk, est un ancien club ukrainien de football fondé en 1996 puis disparu en 2015 et basé dans la ville de Donetsk.

## Historique
- 1996 : fondation du club
- 2002 : 1re participation à une Coupe d'Europe (C3) (saison 2002/2003).
- 2015 : faillite du club[1].

## Bilan sportif

### Palmarès
| Compétitions nationales                                                                            |
| -------------------------------------------------------------------------------------------------- |
| - Coupe d'Ukraine : - Finaliste : 2009-10 et 2011-12. - Supercoupe d'Ukraine : - Finaliste : 2012. |

### Bilan européen
Note : dans les résultats ci-dessous, le score du club est toujours donné en premier
| Saison    | Compétition  | Tour             | Club           | Domicile | Extérieur | Total  |
| --------- | ------------ | ---------------- | -------------- | -------- | --------- | ------ |
| 2002-2003 | Coupe UEFA   | Premier tour     | Werder Brême   | 2 - 2    | 0 - 8     | 2 - 10 |
| 2003-2004 | Coupe UEFA   | Premier tour     | Parme FC       | 1 - 1    | 0 - 3     | 1 - 4  |
| 2004-2005 | Coupe UEFA   | Deuxième tour Q  | FC Tiraspol    | 3 - 0    | 2 - 1     | 5 - 1  |
| 2004-2005 | Coupe UEFA   | Premier tour     | Lazio Rome     | 0 - 3    | 0 - 3     | 0 - 6  |
| 2009-2010 | Ligue Europa | Deuxième tour Q  | MTZ-RIPA Minsk | 3 - 0    | 2 - 1     | 5 - 1  |
| 2009-2010 | Ligue Europa | Troisième tour Q | NK Interblock  | 2 - 0    | 3 - 0     | 5 - 0  |
| 2009-2010 | Ligue Europa | Barrages Q       | Austria Vienne | 2 - 2    | 2 - 3 ap  | 4 - 5  |
| 2012-2013 | Ligue Europa | Deuxième tour Q  | Čelik Nikšić   | 7 - 0    | 4 - 2     | 11 - 2 |
| 2012-2013 | Ligue Europa | Troisième tour Q | Tromsø IL      | 0 - 1    | 1 - 1     | 1 - 2  |
| 2013-2014 | Ligue Europa | Troisième tour Q | FK Kukës       | 1 - 0    | 0 - 2     | 1 - 2  |

Légende
- Victoire ou qualification pour le tour suivant.
- Match nul.
- Défaite ou élimination de la compétition.

## Personnalités du club

### Entraîneurs du club
- Yevhen Korol (en) (1996-1997)
- Vladimir Onischenko (1997-1998)
- Volodymyr Havrylov (1998)
- Ihor Yavorskyi (janvier 1999-mai 1999)
- Mykhaylo Sokolovsky (mai 1999-août 1999)
- Semen Altman (en) (août 1999-décembre 2002)
- Oleksandr Sevidov (janvier 2003-juillet 2003)
- Wim Vrösch (en) (2003)
- Ton Caanen (en) (janvier 2004-juin 2004)
- Slavoljub Muslin (juillet 2004-mars 2005)
- Vitali Chevtchenko (mars 2005-juin 2005)
- Oleksandr Sevidov (juillet 2005-mars 2006)
- Stepan Matviyiv (en) (mars 2006-juin 2006)
- Pichi Alonso (2006)
- Co Adriaanse (octobre 2006-mai 2007)
- Jos Daerden (mai 2007-décembre 2007)
- Serhiy Yashchenko (en) (décembre 2007-avril 2008)
- Nikolay Kostov (en) (avril 2008-novembre 2010)
- Andreï Gordeïev (janvier 2011-mai 2011)
- Volodymyr Pyatenko (en) (mai 2011- août 2012)
- Yuriy Maksymov (en) (août 2012-août 2013)
- Sergueï Tachouïev (août 2013-mai 2014)
- Volodymyr Pyatenko (en) (juin 2014-juin 2015)